# Soforoza
Soforoza je disaharid. Ona je jedan od najizloženijih delova antibakterijskih, amfifiličnih bisurfaktantnih soforolipida. Ona je produkt karamelizacije glukoze.